# Грибенник Анатолій Йосипович
Анатолій Йосипович Грибенник (нар. 7 січня 1939, Сталіно, УРСР — пом. 10 січня 2001, Донецьк, Україна) — радянський футболіст та тренер, виступав на позиції лівого захисника.

## Кар'єра гравця
Народився в Сталіно. Дорослу футбольну кар'єру розпочав 1958 року в аматорському колективі «Шахтар» (Рутченково), де провів два сезони. У 1960 році перейшов до команди Класу «Б» чемпіонату СРСР «Авангард». У футболці ждановського клубу зіграв 19 матчів.
По ходу сезону 1960 року перебрався до провідного клубу області, «Шахтаря», але в перший рік свого перебування в складі «гірників» не зіграв жодного офіційного матчу. У футболці сталінського клубу дебютував 20 квітня 1961 року в нічийному (2:2) домашньому поєдинку 3-го туру попереднього етапу підгрупи 1 Класу «А» проти московського «Локомотива». Анатолій вийшов на поле в стартовому складі та відіграв увесь матч. З 1962 по 1963 рік зіграв 23 матчі у вищому дивізіоні чемпіонату СРСР, ще 2 поєдинки провів у кубку СРСР. Сезон 1963 року розпочав у «Шахтарі», але зіграв лише 1 матч у Класі «А», після чого по ходу вище вказаного сезону для отримання ігрової практики перейшов в «Азовсталь», за яку в другій підгрупі класу «А» зіграв 17 матчів.
У 1964 році призваний на військову службу, яку почав проходити у складі СКА. У футболці київського клубу зіграв 31 матч (1 гол) у третьому дивізіоні радянського чемпіонату, ще 9 матчів провів у кубку СРСР. По ходу сезону 1965 року переведений до одеського СКА. У футболці одеських «армійців» дебютував 23 травня 1965 року в програному (0:2) домашньому поєдинку 6-го туру першої групи класу «А» проти московського «Торпедо». Грибенник вийшов на поле на 46-й хвилині, замінивши В'ячеслава Спиридонова. У команді провів понад рік, за цей час у вищому дивізіоні чемпіонату СРСР зіграв 43 матчі. Сезон 1966 року догравав у київському СКА (16 поєдинків у другому дивізіоні чемпіонату СРСР).
У 1967 році підсилив «Дніпро». Перші три сезони залишався основним воротарем, в 1970 році вже грав рідше, а в сезоні 1971 року виступав за дубль «дніпрян». Сезон 1972 рік розпочав у другій лізі СРСР у макіївського «Шахтаря», а завершив в аматорському колективі «Шахтар» (Рутченково). По завершенні сезону 1972 року завершив кар'єру гравця.

## Кар'єра тренера
По завершенні кар'єри гравця розпочав тренерську діяльність. З 1973 по 1974 рік працював у групі підготовки дніпропетровського «Дніпра». З 15 березня 1975 рік по 1983 рік проацював у дніпропетровській СДЮШОР «Дніпро-75».

## Стиль гри
|  | Потужний, жорсткий боєць, який не шкодував у грі ні себе, ні суперника. |